# エスペナウ
エスペナウ (ドイツ語: Espenau) は、ドイツ連邦共和国ヘッセン州北部のカッセル郡に属す町村（以下、本項では便宜上「町」と記述する）である。

## 地理

### 位置
エスペナウはカッセルの数 km 北、フェルマーの北に隣接し、南西のハービヒツヴァルトと北東のラインハルトの森との間に位置する。この町は最高海抜 280 m の高さの高地に位置し、フルダ川西岸の支流エスペ川（ホーエンキルヒェンとメンヒェベルクとの間を流れる）やディーメル川南岸の支流エッセ川が湧出する場所である。
エスペナウの集落は互いに密集して存在しているが、それでも町内には多くの自由地がある。ホーエンキルヒェンの北外れにエッセ川の水源である池がある。シュタウフェンベルクを含む森やブラント森林地域およびグロッケン池が町の西部に連なっている。町の北部には広い草地や耕地が広がっている。

### 隣接する市町村
エスペナウは、北はインメンハウゼン市、東はフルダタール、南はフェルマー市、南西はアーナタール、西はカルデン、北西はグレーベンシュタイン市と境を接する（いずれもカッセル郡）。

### 自治体の構成
エスペナウの地区は以下の通り。
- ホーエンキルヒェン
- メンヒェホーフ（シェーファーベルクを含む）
- アウフ・デア・ハイデ

## 行政

### 議会
エスペナウの町議会は、23 議席からなる。

### 姉妹自治体
- ガングロフゼンメルン（ドイツ語版）（ドイツ、テューリンゲン州）
- イムストのSOS子供村(de:Imst#SOS-Kinderdorf)（オーストリア、チロル州）

イムスト子供村との姉妹協定はこの町にとって特に重要である。イムストはヘルマン・グマイナーによって最初に設立された子供村である。エスペナウのこの協定は、自治体が子供村と締結した最初の姉妹協定である。

## 経済と社会資本

### 交通
メンヒェホーフ地区には、カッセル - ヴァールブルク - ルール地方を結ぶフリードリヒ＝ヴィルヘルムス北線の駅がある。ここからシュペーレで直接ハレ - カッセル鉄道に乗り入れる路線が計画されており、貨物列車はカッセルを迂回することが可能になる。
エスペナウの住民は無料のバスシステムを利用することができる。運賃の代わりに公共施設への寄付が求められる。
エスペナウ近郊に位置するラインハルトの森はこの地方の重要な行楽地である。

## 人物

### 出身者
- ベルント・ヘルマン（1951年 - ）陸上選手

## 引用
1. ↑  Hessisches Statistisches Landesamt: Bevölkerung in Hessen am 31.12.2023 (Landkreise, kreisfreie Städte und Gemeinden, Einwohnerzahlen auf Grundlage des Zensus 2011)]
2. ↑  2011年3月27日の町会議員選挙の結果
3. ↑  HNA-報告、および町のホームページ